# Yongkang, Jinhua
Yongkang är en stad på häradsnivå som ingår i Jinhuas stad på prefekturnivå i Zhejiang-provinsen östra Kina. Den ligger omkring 150 kilometer söder om provinshuvudstaden Hangzhou. 
Befolkningen uppgick till 557 067 invånare vid folkräkningen år 2000, varav 178 187 invånare bodde i huvudorten Guli. Stadshäradet var år 2000 indelat i 15 köpingar (zhèn) samt sju socknar (xiāng). 